# Viciria niveimana
Viciria niveimana är en spindelart som beskrevs av Simon 1902. Viciria niveimana ingår i släktet Viciria och familjen hoppspindlar. Inga underarter finns listade i Catalogue of Life.